# 瑞穂村 (鳥取県東伯郡)
瑞穂村（みずほそん）は、鳥取県東伯郡にあった村。現在の東伯郡北栄町の一部にあたる。

## 地理
由良川と北条川の沿岸、北条砂丘の丘陵地に位置していた。
- 海洋：日本海[2]

## 歴史
- 1889年（明治22年）10月1日、町村制の施行により、八橋郡瀬戸村、六尾村、東園村、西園村が合併して村制施行し、瑞穂村が発足[1][2]。旧村名を継承した瀬戸、六尾、東園、西園の4大字を編成[2]。八橋郡常盤村と組合村を結成し大字瀬戸に組合役場を設置した[2]。
- 1896年（明治29年）4月1日、郡の統合により東伯郡に所属[2]。
- 1917年（大正6年）11月1日、東伯郡常盤村と合併し大誠村を新設して廃止された[1][2]。合併後、大誠村大字瀬戸・六尾・東園・西園となる[2]。

## 産業
- 農業[3]、漁業[4]

## 教育
- 誠明小学校（大字瀬戸、のち大誠小学校）[3]
- 六尾小学校（大字六尾、1873年開校）[5]

## 名所・旧跡
- 六尾反射炉跡（幕末の反射炉、1871年廃止）[5]